# Інфлюація
Інфлюація — витікання поверхневих вод крізь тріщини, канали та лійки в товщу земної кори.
Процес вільного надходження (втоку) поверхневих вод здійснюється через великі відкриті тріщини і пустоти, карстові канали і лійки (воронки), грубоуламкові і ґравійно-галечні відклади в товщу земної кори.
При І. швидкість руху води може досягати дек. сотень м на добу.
Вивчення І. особливо важливе в районах проведення гірничих робіт, оскільки вона може несподівано спричинити різке збільшення водоприпливів у гірничих виробках, іноді з катастрофічними наслідками. Для запобігання таким гірничо-геол. явищам застосовуються різні заходи: відведення поверхневих вод з області живлення за межі ділянок осідання земної поверхні, карстових лійок (воронок) і понор, обвалування гирл гірничих виробок, тампонування розвідувальних і техн. свердловин, системи надійного водовідливу і спец. спостережень за водним режимом.